# Paul Genevay
Paul Genevay, född 21 januari 1939 i La Côte-Saint-André i Isère, död 11 mars 2022, var en fransk friidrottare.
Genevay blev olympisk bronsmedaljör på 4 x 100 meter vid sommarspelen 1964 i Tokyo.